# Provinciale weg 445
De provinciale weg 445 (N445) is een provinciale weg in de provincie Zuid-Holland. De weg vormt een verbinding tussen Leiderdorp en Roelofarendsveen, waar de weg een aansluiting heeft op de A4 richting Den Haag en Amsterdam.
De weg is uitgevoerd als tweestrooks-gebiedsontsluitingsweg met een maximumsnelheid van 80 km/h. In de gemeente Leiderdorp draagt de weg de straatnaam Oude Spoorbaan. In de gemeente Kaag en Braassem heet de weg Provincialeweg.
Tot 1993 was de weg in het secundair wegenplan van de provincie Zuid-Holland opgenomen onder het wegnummer S5, dit nummer was echter alleen administratief, en werd niet op de weg zelf, of op wegenkaarten aangegeven. Tezamen met de invoering van de Wet herverdeling wegenbeheer werd de derde fase van het N-wegnummerplan ingevoerd, deze fase behelsde de invoering van de nummers 400 tot en met 999. In dat N-wegnummerplan werd de Zuid-Hollandse S5 omgenummerd tot N455.
De weg is aangelegd op het tracé van de voormalige Haarlemmermeerspoorlijn van Hoofddorp naar Leiden Heerensingel. Deze lijn werd in 1935 gesloten en opgebroken, waarna het tracé werd gebruikt voor de huidige provinciale weg.

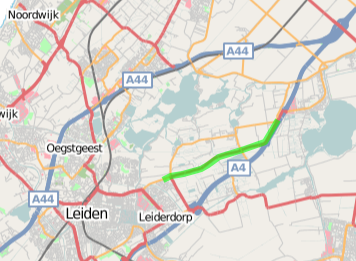
Detailkaart traject

N23 · N194 · N196 · N197 · N198 · N199 · N200 · N201 · N202 · N203 · N204 · N205 · N206 · N207 · N208 · N209 · N210 · N211 · N212 · N213 · N214 · N215 · N216 · N217 · N218 · N219 · N220 · N221 · N222 · N223 · N224 · N225 · N226 · N227 · N228 · N229 · N230 · N231 · N232 · N233 · N234 · N235 · N236 · N237 · N238 · N239 · N240 · N241 · N242 · N243 · N244 · N245 · N246 · N247 · N248 · N249 · N250 · N307

N401 · N402 · N403 · N404 · N405 · N406 · N407 · N408 · N409 · N410 · N411 · N412 · N413 · N414 · N415 · N416 · N417 · N418 · N419 · N420 · N421 · N439 · N440 · N441 · N442 · N443 · N444 · N445 · N446 · N447 · N448 · N449 · N450 · N451 · N452 · N453 · N454 · N455 · N456 · N457 · N458 · N459 · N460 · N461 · N462 · N463 · N464 · N465 · N466 · N467 · N468 · N469 · N470 · N471 · N472 · N473 · N474 · N475 · N476 · N477 · N478 · N479 · N480 · N481 · N482 · N483 · N484 · N487 · N488 · N489 · N490 · N491 · N492 · N493 · N494 · N495 · N496 · N497 · N498 · N501 · N502 · N503 · N504 · N505 · N505 (Andijk) · N506 · N507 · N508 · N509 · N510 · N511 · N512 · N513 · N514 · N515 · N516 · N517 · N518 · N519 · N520 · N521 · N522 · N523 · N524 · N525 · N526 · N527 · N806 · N830 · N848

Cursief vermelde wegen zijn voormalige Provinciale wegen